# Арісба
Арі́сба (дав.-гр. Αρίσβη) — персонаж давньогрецької міфології, перша дружина троянського царя Пріама, дочка царя Перкота Меропа.

## Життєпис
Народила Пріаму Есака, але після цього Пріам розлучився з нею на користь Гекуби, дочки фригійського царя Дімаса. Арісбу Пріам видав заміж за Гіртака, якому вона народила сина Асія. 
Згідно з іншими джерелами Арісба була першою дружиною Паріса. 

## Вшанування
Місто Арісба, яке може було названо на її честь, знаходилось у Троаді (північно-західна частина Анатолії). Ще одно місто під такою назвою було на острові Лесбос. 
Ім'я Арісба можливо мала дружина Дардана, але вона більш відома як Батея.  